# Fredriksberg
Fredriksberg – miasto w Szwecji, w regionie Dalarna, w Gminie Ludvika. W 2005 liczyło 717 mieszkańców.